# Fatality
Fatality (с англ. — «гибель») или добивание — элемент геймплея, встречающийся в серии Mortal Kombat и некоторых других компьютерных играх жанра файтинг. Завершающее действие, направленное против находящегося к моменту его выполнения в бессознательном состоянии оппонента и приводящее к смертельному исходу. После того как в конце финального раунда комментатор произнесёт свою фразу: «Finish Him/Her!!» (с англ. — «Прикончи его/её!!»), игрок, посредством нажатий кнопок геймпада, быстро набирает определённую комбинацию, учитывая также расстояние между бойцами на экране монитора, который потемнеет в случае правильных действий.
Данный элемент, который прежде всего является одной из основных особенностей серии Mortal Kombat, вызвал большой общественный резонанс и противоречия, однако увеличила и популярность. Однако похожая система добиваний присутствует и в других видеоиграх, включая файтинги компании Midway (Killer Instinct, War Gods, Mace: The Dark Age, Bio F.R.E.A.K.S.) и не только (Primal Rage, Blood Warrior, Tattoo Assassins, Way of the Warrior, Deadliest Warrior: The Game), просто завершающие действия в них названы иначе. Для многих фаталити являются эффектным финалом боя, однако исполнить их удаётся не всегда. В самом конце матча игроку даются несколько секунд, за время которых необходимо не только нажать кнопки в нужной последовательности, но и правильно разместить бойца относительно противника. И нередко всё в итоге завершается банальным ударом рукой или ногой, в которых нет ничего зрелищного.
Во время недавней трансляции игры на Twitch специалист по связям с сообществом Тайлер Лэнсдаун (Tyler Lansdown) подтвердил существование так называемых «лёгких фаталити». «Много, много лет мы изучали этот вопрос и пришли к выводу, что многие просто не могут исполнить фаталити, — сказал он. — Либо они путаются, либо не успевают. Поэтому, когда состоится релиз игры, вы сможете уже в первый день совершить два или даже три таких приёма, а в дальнейшем откроете доступ к новым».

## Концепция
Программист Эд Бун и геймдизайнер Джон Тобиас, которые являются создателями серии Mortal Kombat, рассматривали боевую систему Street Fighter II, когда вынашивали идею своей первой игры 1992 года, причём позаимствовали многие её принципы, и оптимизировали другими дополнениями. Нововведениями стали графические эффекты крови, более жёсткая боевая система, в особенности добивания со смертельным исходом, тогда как традиционные файтинги оканчивались падением в обморок проигравшего и боевой стойкой победителя; хотя файтинг Barbarian: The Ultimate Warrior 1987 года использовал визуальные эффекты крови и обезглавливание противника. Согласно Буну, началось всё с идеи предоставить игроку возможность нанести ошеломлённому противнику «свободный удар» в конце поединка, впоследствии идея «быстро развилась в нечто ужасное». Тобиас говорил следующее: «Наша первая задумка заключалась в том, чтобы использовать их как добивание для финального босса, Шан Цзуна, который должен был вытащить меч и отрубить голову противнику. А потом мы подумали: „Что если игрок сделает такое со своим оппонентом?“ Когда мы наблюдали, как игроки реагируют на Fatality, стало понятно, что у нас не было иного выбора, кроме как дать им возможность проявить себя». Бывший программист Midway Games Марк Турмелл (англ. Mark Turmell) заявил, что изначально никто из разработчиков не ожидал, что игроки найдут добивания в игре.

## Игровой процесс
В отличие от спецприёмов, выполнение Fatality может потребовать определённого расстояния между бойцами и быстрого нажатия игроком кнопок для достижения желаемого результата. Как правило, каждый персонаж обладает особенным Fatality в зоне вероятного поражения противника, причём различают три дистанции: вплотную (игрок должен находится в непосредственной близости к противнику), подсечка (игрок должен находиться на расстоянии шага или двух от соперника, то есть возможной подсечки) и далеко (игрок должен находиться на расстоянии хотя бы одного прыжка от соперника).
Традиционно для главных и значимых в серии персонажей, Fatality, обычно соответствуют либо их сюжетной линии, либо их сверхъестественным способностям: например, ледяной воин Саб-Зиро имеет способности к замораживанию (хотя наиболее известен своим добиванием «Spine Rip»), в свою очередь, Скорпион является исчадием ада и призраком ниндзя, в соответствии с сюжетной линией, поэтому его пылающие добивания сопровождает огонь. Количество добиваний у персонажей в серии варьировалось от игры к игре.

## Цензура и влияние боевой механики
В первой игре Mortal Kombat, которая была выпущена для домашних игровых консолей, присутствовала цензура. Версия для Mega Drive/Genesis запрещала кровь и добивания, однако же скрытые элементы геймплея можно было активировать, путём ввода кода. В результате проведённой акции «Дружественная семья», кровь стала выглядеть как пот в версии игры для SNES. Добивания были частично или полностью изменены (например, Саб-Зиро замораживал и разбивал врага вместо того, чтобы вырвать хребет; Райдэн испепелял врага, а не разрывал ему голову током). У Mortal Kombat II для Mega Drive/Genesis не возникали проблемы с цензурой, а вот в японской версии для SNES наблюдались изменения — кровь была перекрашена в зелёный цвет, а во время выполнения добиваний экран становился серым. В последующих играх серии цензура вообще отсутствовала.
Добивания были представлены в рейтинге ScrewAttack «Top 10 OMGWTF Moments», поскольку серия Mortal Kombat составляла конкуренцию другим играм, включая Street Fighter II, и популяризировала аркадные автоматы. «Fatality» к 1996 году стал обобщающим игровым термином для обозначения смертоносного приёма в играх-файтингах, как впрочем и «Fatals» в серии Killer Instinct. Fatality в игре ClayFighter 63⅓ назывались в шутливой форме, как Claytality. Характерный для файтингов элемент, уже выходит за границы жанра, и является частью геймплея шутеров серии Gears of War, где завершающие действия получили название «Executions».

## Варианты
Все игры франшизы предоставляют различные варианты завершающего действия:

### Animality
Animality (с англ. — «Животная сущность») — добивание, позволяющее игроку превращаться в животное и, буквально, терзать своего противника. Animality впервые появилось в Mortal Kombat 3. Согласно Буну, до него дошли слухи, «будто игроки судачили об MKII и Animality, которые, как им показалось, были там, хотя на самом деле их не было. Дабы отреагировать на все эти слухи, мы поместили Animality в MKIII»[sic].
Для того чтобы выполнить Animality, игрок сначала должен предоставить сопернику Mercy (с англ. — «Милосердие»), акт милосердия, который вместо нанесения завершающего удара или добивания, позволяет восстановить небольшое количество здоровья, а затем надо снова одолеть противника.

### Babality
Babality (с англ. — «Младенчество») — превращающее оппонента в младенческую копию персонажа действие, зачастую облачённого в миниатюрный вариант привычной одежды, в комплекте с уменьшенными аксессуарами, как например, шляпа Райдэна или очки Джонни Кейджа. Впервые такой вариант завершения битвы появился в версии 2.1 игры Mortal Kombat II, причём действия победителя сопровождались сбоем, позволяющим игроку атаковать уже после того как, фактически, произошла трансформация противника в младенца. В момент такой трансформации воспроизводилась короткая мелодия колыбельной, имитирующей детский плач, а на экране появлялась зелёная надпись «Babality!!». В игре Mortal Kombat 3, её обновлении и последующей перезагрузке, слово «Babality» выкладывалось уже из кубиков с буквами. Mortal Kombat 2011 года демонстрирует специальные анимации для каждого персонажа, например, детёныш Рептилии вылупляется из яйца, а ребёнок Райдэна играет молнией.
Babality преднамеренно были введены в качестве абсурдного контраргумента в споре, вызванного насильственным содержанием оригинальной игры. Некоторые фанаты находили их юмористическими и приятными, в то время как другие считали, что они были нежелательным, не характерным вмешательством в то, что называется «серьёзной» игрой. Последующие игры не имели Babality, чтобы смягчить критику полюбившейся игрокам серии.

### Brutality
Brutality (с англ. — «Жестокость») — способ добить врага, представляющий собой длинную (до 11 нажатий) комбинацию, которая должна вводиться в быстром темпе. Персонаж начинает наносить противнику серию ударов, затем экран темнеет, а темп ускоряется. Последним ударом в Brutality всегда является апперкот, когда игрок разбивает вдребезги оппонента. В Mortal Kombat X такой способ добивания присутствует несколько в ином виде — в случае низкого уровня здоровья соперника, и при выполнении игроком определённых условий, он может выполнить один из стандартных приёмов, результатом которого происходит жестокое убийство оппонента. Кроме того, у некоторых персонажей в подобных условиях получается Brutality при выполнении приёма X-Ray.

### Faction Kill
Faction Kill (с англ. — «Убийство фракцией») — относительно новая разновидность добиваний, доступных в сетевом режиме «Война Фракций» в MKX. Когда проигравший едва стоит на ногах, победитель отдаёт приказ воинам своей фракции, которую представлял в бою, после чего противник умирает от их рук (в то время как сами союзники победителя остаются за кадром): например, на жертву может быть сброшена бомба, либо наслано губительное заклятье и тому подобное. Игра насчитывает в себе пять фракций, в том числе: Лин Куэй, Чёрный Дракон, Белый Лотос, Братство Тени и Спецназ. Каждая доступная фракция имеет свой собственный набор из пяти добиваний.

### Friendship
Friendship (с англ. — «Дружба») — дружеский жест, когда победитель оставляет соперника целым и невредимым, завершая битву. Игрок набирает специальную комбинацию, затем экран темнеет, но персонаж не убивает оппонента, а демонстрирует своё дружелюбие, например, Саб-Зиро делает снеговика. Разработчики просто желали другого аспекта игры «вопреки всей той крови», поэтому предложили игрокам дружеский вариант завершения поединка. Шао Кан восклицает за кадром: «Friendship… Friendship?» (с англ. — «Дружба... Дружба?»), когда в MKII наступает момент дружбы, а также «Friendship… Friendship, Again?» (с англ. — «Дружба... Опять дружба?») в MK3 и её обновлениях.

### Hara-Kiri
Hara-Kiri (с англ. — «Харакири») — действие, которым поверженный противник совершает самоубийство, дабы не уповать на милость победителя, который может выполнить добивание. Фактически, харакири, представляет собой японский обряд ритуального самоубийства, совершаемый вспарывающим себе живот самураем. Кэнси является единственным персонажем в серии Mortal Kombat, совершающим традиционное харакири. Однако первым примером самоубийства в серии было добивание Сайракса, когда он вводил команду в ручной компьютер, после чего вокруг появлялись отчёты системы самоуничтожения и киборг взрывался вместе с противником в манере, напоминающей окончание первого фильма «Хищник». Смоук, выбрасывая на поверхность бомбы, взрывал всю планету целиком, когда выполнял добивание.

### Heroic Brutality
Heroic Brutality (с англ. — «Героическая жестокость») — эксклюзивное добивание для супергероев DC Comics в кроссовере Mortal Kombat vs. DC Universe. Хотя совершаемое в игре действие напоминает Fatality, Heroic Brutality не причиняет смерть противнику, так как обычно герои DC не убивают людей. Heroic Brutality скорее могут вызвать отвращение своим исполнением, когда Зелёный Фонарь, переламывая кости противнику, сокрушает того в зелёном энергетическом пузыре, или Флэш, который вызывает смерч и поднимает оппонента в воздух, а затем бросает вниз. Добивания в стиле Heroic Brutality одинаково плохо воспринимались поклонниками обеих франшиз, поскольку даже в комиксах герои зачастую выглядели более брутальными.

### Kreate-A-Fatality
Kreate-A-Fatality (с англ. — «Создать добивание») — способ добивания противника в Mortal Kombat: Armageddon.
Система Kreate-A-Fatality:
1. Fatality (1 приём)
2. Deadly Fatality (2 приёма)
3. Killer Fatality (3 приёма)
4. Bloody Fatality (4 приёма)
5. Mortal Fatality (5 приёмов)
6. Brutal Fatality (6 приёмов)
7. Evil Fatality (7 приёмов)
8. Vicious Fatality (8 приёмов)
9. Savage Fatality (9 приёмов)
10. Extreme Fatality (10 приёмов)
11. Ultimate Fatality (11 приёмов)

### Stage Fatality
Stage Fatality (с англ. — «Фоновое добивание») — особое добивание, которое впервые появилось в оригинальной игре Mortal Kombat. Игрок может взаимодействовать с окружающей средой на определённых аренах, чтобы выполнить фоновое добивание. Игрок нажимает определённые кнопки, но основным движением является апперкот, вследствие чего жертва падает с моста на торчащие снизу острые шипы (арена «Яма» в MK, MKII, MK3/UMK3/MKT, MK2011, MKX), в кислоту (арена «Мёртвый бассейн» в MKII, MK2011, MK11), или под поезд (арена «Метро» в MK3/UMK3, MK2011).

### Death Trap
Death Trap (с англ. — «Смертельная ловушка») — добивание, появлявшееся только в Mortal Kombat: Deception и Mortal Kombat: Armageddon. По своей сути похоже на Stage Fatality, но имеет несколько существенных отличий. Во-первых, чтобы выполнить Death Trap, нужно вытолкнуть противника в опасную зону арены, помеченную красным цветом. Сделать это можно не специальной комбинацией, а обычным приëмом. Во-вторых, для использования Death Trap не обязательно полностью обнулять шкалу здоровья противника, то есть это добивание можно использовать в любой момент боя. Однако, если игрок не выиграл необходимое количество раундов для полной победы в бою, то в следующем раунде поверженный противник вернëтся на арену невредимым. Некоторые Death Traps полностью повторяют Stage Fatalities (арены «Яма» и «Мëртвый бассейн» в MK:D и арена «Метро» в MK:A).

### Прочие
- Fergality — способ завершения поединка, доступный в домашних версиях игры Mortal Kombat II для Mega Drive/Genesis. Райдэн превращает противника в работавшего над портом данной игры, сотрудника Probe Ltd., Фергюса Макговерна (англ. Fergus McGovern). Fergality можно выполнить только на арене «Оружейная»[13].
- Multality — мульти-добивание, которым можно уничтожить сразу несколько врагов в Mortal Kombat: Shaolin Monks.
- Quitality — автоматическое добивание, введённое в мультиплеере Mortal Kombat X и Mortal Kombat 11. Добавлено разработчиками в ответ на просьбы игроков сбалансировать сетевые бои из-за случаев жульничества. Quitality можно считать аналогом Hara-Kiri в MKX: если один из игроков во время сетевого матча захочет покинуть бой без согласия другого, то голова его бойца взрывается, а победа присуждается оппоненту.